# Zinkový prst

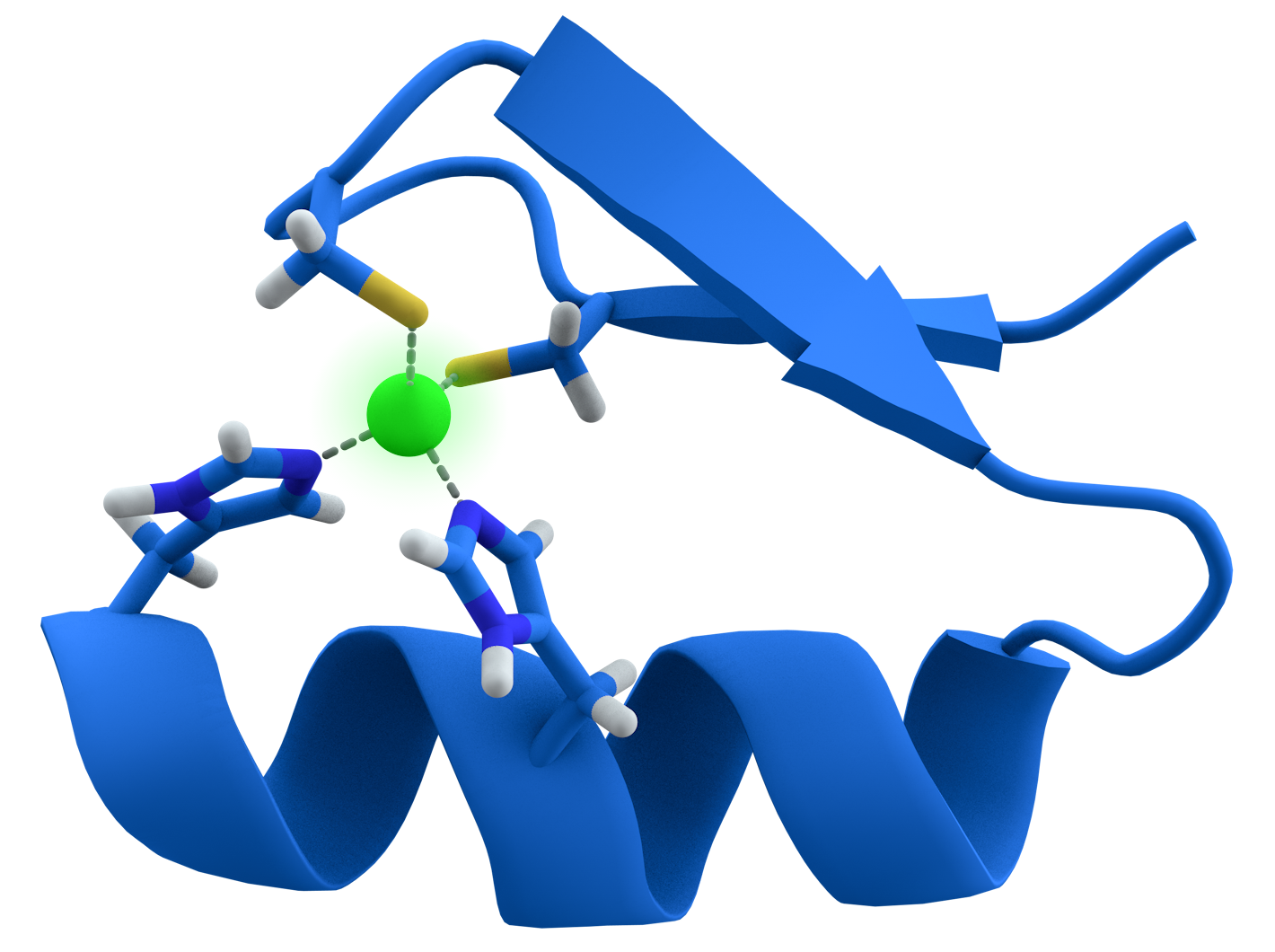
Prototyp zinkového prstu, šroubovice vpředu je alfa-helix, šipka znázorňuje beta-list, zinek zeleně

Zinkový prst (z angl. zinc finger) je označení pro strukturní motiv běžně nacházený u celé řady bílkovin. Umožňuje především vazbu daných bílkovin na DNA (a RNA) a je proto součástí celé řady tzv. transkripčních faktorů. Je pojmenován podle toho, že má tvar zahnutého prstu, přičemž uvnitř se nachází vazebné místo pro zinek koordinačně navázaný na cysteinový a histidinový zbytek.
Je tak důležitý, že „motiv zinkového prstu“ byl citován ve vědeckém pozadí udělení Nobelovy ceny za chemii v roce 2024 (uděleno Davidu Bakerovi, Demisi Hassabisovi a Johnu M. Jumperovi za výpočetní návrh proteinu a předpověď struktury proteinu).

## Výskyt
První zinkové prsty byly objeveny v roce 1985 v transkripčním faktoru TFIIIA. Dnes je známo, že je v lidském genomu kódováno přes 700 proteinů obsahujících zinkové prsty, a tak zinc fingers představují druhý nejběžnější strukturní motiv vůbec. Obvykle se navíc v proteinu vyskytuje více zinkových prstových domén za sebou, aby vazba byla silnější či specifičtější.

## Struktura

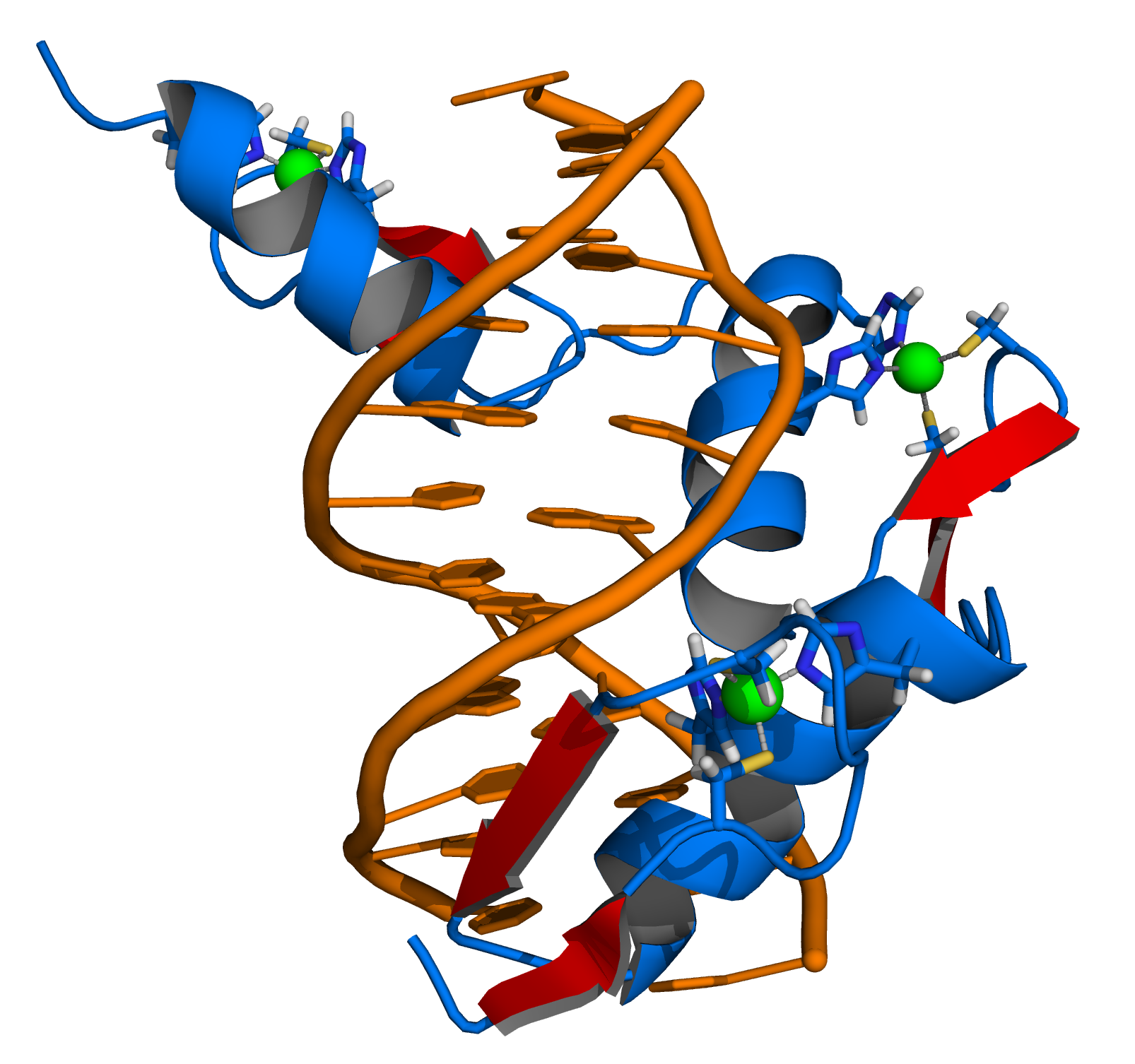
Vazba zinkových prstů na DNA

Klasický zinkový prst se skládá z jednoho alfa-helixu a jednoho beta-skládaného listu, které jsou uspořádány paralelně vedle sebe a vytváří mezi sebou vazebné místo pro zinek. Toto vazebné místo je dále stabilizováno hydrofobními aminokyselinami, obvykle tyrosinem, fenylalaninem a leucinem. Zinek umožňuje stabilizaci celé podjednotky, protože se pro toto v redukčním prostředí cytosolu nehodí disulfické můstky.